# KAITO (漫画家)
KAITO（カイト、8月15日 - ）は、日本の漫画家。

## 経歴
- 『週刊少年ジャンプ』2004年48号に代原掲載された『ハピマジ』にてデビュー。
- 『週刊少年ジャンプ』2005年15号に『ハピマジ』を代原掲載。
- 『赤マルジャンプ』2007　WINTERに『不恋愛（アンチラブ）戦隊ハヤタ☆ジョー』を掲載。
- 『週刊少年ジャンプ』2007年40号に、金未来杯エントリー作品として『不恋愛戦隊ハヤタ☆ジョー』を掲載。
- 『少年ジャンプNEXT!』2012 WINTERに『クロス・マネジ』を掲載。
- 『週刊少年ジャンプ』2012年21・22合併号に『クロス・マネジ』を掲載。
- 『週刊少年ジャンプ』2012年42号から2013年34号まで『クロス・マネジ』を連載。
- 『ジャンプLIVE2号』にて『アンチラバーズ』を連載。全4話。
- 『週刊少年ジャンプ』2015年51号から2016年10号まで『バディストライク』を連載。
- 『少年ジャンプ+』2017年2月1日から2020年4月8日まで『青のフラッグ』を連載。第3回次にくるマンガ大賞Webマンガ部門にノミネート[2]、3位[3]。

## 人物
自画像は獏。元々はギャグ漫画家を志し「ハピマジ」「不恋愛戦隊ハヤタ☆ジョー」を発表したが、「クロス・マネジ」よりストーリー漫画家に転向する。
「ヒット作のツメアカください!」（天望良一作）の第13回インタビューにて、キャラクターの表情だけで感情が読み取れるよう、感情を説明するセリフを少なくし、読者に察してもらうという手法に挑戦していると語る。